# Helina hennigi
Helina hennigi este o specie de muște din genul Helina, familia Muscidae, descrisă de Adrian C. Pont în anul 1970. Conform Catalogue of Life specia Helina hennigi nu are subspecii cunoscute.